# Liga ASOBAL de 2016–17
A Liga ASOBAL de 2016–17 é a 27º edição da Liga ASOBAL como primeira divisão do handebol espanhol. Com 16 equipes participantes.

## Times
| Time                          | Cidade            | Ginásio                      | Capacidade |
| ----------------------------- | ----------------- | ---------------------------- | ---------- |
| Abanca Ademar León            | León              | Palacio de los Deportes      | 5,188      |
| Ángel Ximénez Avia PG         | Puente Genil      | Alcalde Miguel Salas         | 600        |
| Bada Huesca                   | Huesca            | Palacio de Deportes          | 5,000      |
| Bidasoa Irún                  | Irún              | Polideportivo Artaleku       | 2,200      |
| BM Benidorm                   | Benidorm          | Palau d'Esports L'Illa       | 2,500      |
| BM Guadalajara                | Guadalajara       | Multiusos de Guadalajara     | 5,894      |
| BM Sinfín                     | Santander         | La Albericia                 | 4,000      |
| BM Villa de Aranda            | Aranda de Duero   | Príncipe de Asturias         | 3,000      |
| FC Barcelona Lassa            | Barcelona         | Palau Blaugrana              | 8,250      |
| Fertiberia Puerto Sagunto     | Puerto de Sagunto | Pabellón Municipal           | 1,500      |
| Fraikin Granollers            | Granollers        | Palau d'Esports              | 6,500      |
| Frigoríficos del Morrazo      | Cangas do Morrazo | O Gatañal                    | 3,000      |
| Helvetia Anaitasuna           | Pamplona          | Anaitasuna                   | 3,000      |
| Liberbank Ciudad Encantada    | Cuenca            | El Sargal                    | 1,900      |
| Naturhouse La Rioja           | Logroño           | Palacio de los Deportes      | 3,851      |
| Recoletas Atlético Valladolid | Valladolid        | Polideportivo Huerta del Rey | 3,500      |